# Хлорбензальмалондинитрил
Хлорбензальмалонодинитрил (CS), «газ Сирень» — боевое отравляющее вещество, относящееся к группе ирритантов комплексного действия.

## История
Хлорбензальмалонодинитрил был синтезирован в Миддлберском колледже двумя американцами Беном Корсоном (англ. Ben Corson) и Роджером Стаутоном (англ. Roger Stoughton) в 1928 году. Считается, что обозначение CS происходит от первых букв фамилий первооткрывателей.

## Физико-химические свойства
CS — бесцветное, малолетучее кристаллическое вещество с запахом перца. Температура плавления 95 °C; температура кипения 310—315 °C. Плохо растворяется в воде (0,01 % при 30 °C), умеренно — в спирте, хорошо — в ацетоне, хлороформе. Вещество химически устойчиво, водой гидролизуется очень медленно с образованием о-хлорбензальдегида и малонодинитрила. В 95%-м этаноле время гидролиза на 99 % составляет при 30°C 635 мин, при 40°С — 265 мин. Разбавленные щёлочи ускоряют гидролиз, кислоты замедляют его. Хлорбензальмалонодинитрил реагирует с окислителями с потерей раздражающих свойств. Термически устойчив до 300 °C, при 625 °C разлагается за 15-20 с.

## Получение
Получают хлорбензальмалонодинитрил по реакции, обратной гидролизу, в присутствии оснований (реакция Кнёвенагеля):

## Использование в качестве БОВ
Боевое состояние — аэрозоль. Применяется с помощью химических авиационных бомб, артиллерийских снарядов, генераторов аэрозолей и дымовых гранат. CS в малых концентрациях обладает раздражающим действием на глаза и верхние дыхательные пути, а в больших концентрациях вызывает ожоги открытых участков кожи, в некоторых случаях — паралич дыхания, сердца и смерть. Признаки поражения: сильное жжение и боль в глазах и груди, сильное слезотечение, непроизвольное смыкание век, чихание, насморк (иногда с кровью), болезненное жжение во рту, носоглотке, в верхних дыхательных путях, кашель и боль в груди. При выходе из заражённой атмосферы или после надевания противогаза симптомы продолжают нарастать в течение 15 — 20 мин, а затем постепенно в течение 1 — 3 ч затихают. Защита от CS — противогаз, иногда требуются средства защиты кожи.
Непереносимая концентрация в воздухе 0,001—0,005 мг/л (1 мин). Поражающая концентрация 5 мг/м³. Непереносимая токсическая доза 0,02 г·мин/м³. Среднесмертельная токсическая доза (LCt50) 25 г·мин/м³. Поражающее действие на кожные покровы вдвое сильнее, чем у хлорацетофенона и бромбензилцианида.

## Использование
Используется правоохранительными силами для разгона демонстраций и устранения уличных беспорядков, а также в газовом оружии самообороны: газовых баллончиках, патронах к газовым пистолетам и револьверам.